# LVMH
LVMH Moët Hennessy • Louis Vuitton S.A este cea mai mare companie producătoare de bunuri de lux din lume.
Având sediul în Paris, Franța, compania are peste 150.000 de angajați.
În aprilie 2004, LVMH a achiziționat producătorul elvețian de ceasuri Hublot pentru aproximativ 236 milioane euro.

## Filiale
O listă parțială a celor mai cunoscute mărci și filiale LVMH:
| Companie                   | Sector                       |
| -------------------------- | ---------------------------- |
| Moët et Chandon            | Vinuri și băuturi alcoolice  |
| Krug                       | Vinuri și băuturi alcoolice  |
| Veuve Clicquot             | Vinuri și băuturi alcoolice  |
| Mercier                    | Vinuri și băuturi alcoolice  |
| Château d'Yquem            | Vinuri și băuturi alcoolice  |
| Hennessy                   | Vinuri și băuturi alcoolice  |
| Glenmorangie               | Vinuri și băuturi alcoolice  |
| Belvedere                  | Vinuri și băuturi alcoolice  |
| Bailie Nichol Jarvie       | Vinuri și băuturi alcoolice  |
| Ardbeg                     | Vinuri și băuturi alcoolice  |
| Domaine Chandon California | Vinuri și băuturi alcoolice  |
| Fendi                      | Modă și produse din piele    |
| Donna Karan                | Modă și produse din piele    |
| Emilio Pucci               | Modă și produse din piele    |
| Givenchy                   | Modă și produse din piele    |
| Kenzo                      | Modă și produse din piele    |
| Berluti                    | Modă și produse din piele    |
| Louis Vuitton              | Modă și produse din piele    |
| Marc Jacobs                | Modă și produse din piele    |
| Loewe                      | Modă și produse din piele    |
| Céline                     | Modă și produse din piele    |
| Thomas Pink                | Modă și produse din piele    |
| Acqua di Parma             | Parfumuri și Cosmetice       |
| Parfums Christian Dior     | Parfumuri și Cosmetice       |
| Guerlain                   | Parfumuri și Cosmetice       |
| Bulgari                    | Ceasuri și bijuterii         |
| TAG Heuer                  | Ceasuri și bijuterii         |
| Zenith                     | Ceasuri și bijuterii         |
| Hublot                     | Ceasuri și bijuterii         |
| Chaumet                    | Ceasuri și bijuterii         |
| Ruinart                    | Vinuri și băuturi alcoolice  |
| Sephora                    | Comerț selectiv cu amănuntul |
| 10 Cane                    | Vinuri și băuturi alcoolice  |
| DFS                        | Comerț selectiv cu amănuntul |
| Le Bon Marché              | Comerț selectiv cu amănuntul |

## În România
Louis Vuitton a intrat în România în iunie 2008, cu un magazin de 130 mp în galeria hotelului de cinci stele JW Marriott în urma unei investiții care depășește un milion de euro.
Louis Vuitton este și cea mai performantă marcă de lux de pe piața românească.
Cifra de afaceri:
- 2009: 4,4 milioane euro[4]
- 2008: 2,9 milioane euro[4]